# Ниупорт, Виллем
Виллем Ниупорт (нидерл. Willem Nieupoort; 30 января 1607, Схидам — 2 мая 1678, Гаага) — голландский политик от партии Штатов, посол Голландской республики в Английском содружестве, эмиссар делегации Нидерландов, которая вела переговоры о заключении Вестминстерского договора после Первой англо-голландской войны.

## Биография
Ниупорт был сыном Виллема Ниупорта, клерка из Схидама. Он изучал литературу во Франции. В 1637 году он женился на Анне ван Лон, дочери Ханса ван Лона, богатого директора Голландской Ост-Индской компании, у супружеской пары были дети.:224-225

## Карьера
После завершения обучения во Франции он приблизительно в 1625 году становится секретарём Альберта Иоахими, посла Генеральных штатов Нидерландов при Сент-Джеймсском дворе. Вернувшись в Нидерланды, в 1629 году он становится членом городского совета Схидама, а через несколько лет — пенсионарием этого города. Таким образом, он представлял город в Штатах Голландии и в Генеральных штатах.:224
После смерти штатгальтера Вильгельма II он играл важную роль в приходе к власти партии Штатов, которая провозгласила Первый Период без штатгальтера в политической истории Нидерландов. Штаты Голландии сперва послали его в Фрисландию и Гронинген, чтобы убедить Штаты этих провинций принять участие в Великой Ассамблее (учредительном собрании), которая состоялась в 1651 году в Гааге. Затем его послали в Штаты Зеландии, чтобы заручиться их поддержкой относительно предложения Штатов Голландии об упразднении, по их мнению излишней, должности генерал-капитана Армии Штатов Нидерландов. Это были опасные миссии, так как эти три провинции по-прежнему считались рассадниками оранжизма и в этом смысле враждебными к его предложениям.:224
В 1653 году, после Первой англо-голландской войны, он был избран одним из послов в Английскую республику на переговоры о мире с лорд-протектором Оливером Кромвелем вместе с его коллегой из Голландии Иеронимом ван Бевернингом, зеландцем Паулюсом ван де Перре, и фризом Аллартом Питером ван Йонгесталем. Как доверенное лицо Великого пенсионария Яна де Витта, он играл ведущую роль в посольстве Нидерландов вместе с Бевернингом. Оба действовали по секретным инструкциям де Витта, о чём остальные два члена делегации оставались в неведении. Они вели переговоры о секретном приложении к Вестминстерскому договору, которое обязывало ввести в действие Акт устранения Штатами Голландии, против чего были бы остальные участники переговоров. Когда после ратификации договора эта тайна стала достоянием общественности, разразился политический кризис, Штаты Фрисландии возбудили публичное дело против Ниупорта и Бевернинга по обвинению в предательстве. Однако, оба принесли присягу в своей невиновности и все обвинения ни к чему не привели.:224
После заключения договора Ниупорт остался в Англии в качестве голландского посла в Английской республике. Его особой миссией было вести переговоры о заключении торговых договоров, о свободе судоходства для защиты нейтральных судов во время войны, а также попытаться отменить, или хотя бы смягчить Навигационный акт. Ему это не удалось.:73 В вопросе о том, что позднее стало известно как Северная война, Голландская республика стремилась сохранять «баланс сил» на Балтике, обычно поддерживая сторону оппонентов Швеции, особенно Данию, и роль Ниупорта была в том, чтобы сдерживать Англию, которая склонялась к стороне Швеции. Ему удалось удержать Англию от вступления в войну «не на той стороне» с точки зрения Голландии.
После Реставрации короля Карла II Ниупорт был отозван Генеральными штатами, поскольку он был признан Карлом персоной нон грата. В Республике он вновь вернулся к политической деятельности. Однако он не был привлечён к переговорам по Бредскому соглашению после Второй англо-голландской войны (в отличие от своих коллег Бевернинга и Йонгесталя).:224
После убийства Яна и Корнелиса де Виттов в августе 1672 года, на него напала толпа оранжистов в Схидаме и бросила за решётку по причине его членства в партии Штатов. Позднее новый штатгальтер Вильгельм III Оранский освободил его от всех занимаемых политических постов в наступившей политической чистке.:224-225
Свои последние годы он прожил как частное лицо. Он умер 2 мая 1678 года в Гааге.